# Крым (пивобезалкогольный комбинат)
Пивобезалкогольный комбинат «Крым» — предприятие по производству пива, сладких газированных напитков, минеральных и питьевых вод в Крыму. Комбинат находится в Симферополе. Завод введён в эксплуатацию в 1982 году.

## История
В 1991 году учреждено Арендное предприятие Пивобезалкогольный комбинат «Крым», в состав которого вошли:
- Симферопольский пивобезалкогольный завод;
- Ялтинский пивобезалкогольный завод;
- Феодосийский пивобезалкогольный завод;
- Керченский пивобезалкогольный завод;
- Евпаторийский пивобезалкогольный завод;
- Сакский завод минеральных вод.

Приватизация этого арендного предприятия с созданием на его базе открытого акционерного общества состоялась в 1996 году.
В апреле 1998 года контроль над ОАО «Пивобезалкогольный комбинат «Крым» получает компания с бельгийским капиталом «САН Интербрю», которая на то время уже работала на рынке Украины, контролируя черниговский пивкомбинат «Десна».
В декабре 2000 года компания «САН Интербрю» приобрела контрольный пакет акций харьковского пивзавода «Рогань», после чего доля этой корпорации на украинском пивном рынке превысила допустимую украинским законодательством норму. Поэтому в соответствии с обязательствами перед Антимонопольным комитетом Украины «САН Интербрю» была вынуждена в 2001 году продать контрольный пакет ПБК «Крым». Покупателем выступила пивоваренная группа «Сармат», подконтрольная украинскому миллиардеру Ринату Ахметову.
Очередная смена собственника предприятия произошла в сентябре 2008 года — покупателем ПБК "Крым" стал Феодосийский предприниматель Валерий Зубок, владелец дистрибьюторской компании "Руслана", занятой в сфере реализации слабоалкогольных и безалкогольных напитков на территории Крыма.
Производимые заводом напитки становились многократными призёрами различных конкурсов.
Четыре года подряд (2015 - 2018 год включительно) АО «ПБК «Крым» является крупнейшим налогоплательщиком Республики Крым. В 2018 году завод поставил собственный рекорд по производству и продажам за всю историю своего существования.
16 апреля 2019 года к первой годовщине нового терминала Международного аэропорта Симферополь в рамках эксклюзивного партнерства предприятие выпустило ограниченную серию минеральной и питьевой воды «Крымская» с изображением нового здания воздушной гавани Крыма.
2 августа 2019 года на Пивобезалкогольном комбинате «Крым» состоялось торжественное открытие нового складского комплекса и запуск новой роботизированной линии розлива продукции в кеги. Общая сумма собственных инвестиций предприятия превысила 135 млн. рублей. В церемонии открытия приняли участие Председатель Государственного совета Республики Крым Владимир Константинов, заместитель Председателя Государственного Совета Республики Крым Ефим Фикс и Председатель Симферопольского городского совета Виктор Агеев.

## Ассортимент продукции

### Пиво
- Крым: Нефильтрованное, Светлое, Жигулевское, Крепкое, Темное, Ялта, Севастопольское, Симферопольское заводское, Нахимовское, Юбилейное;
- Премиум: Крымская Ривьера, Белая Скала, Черная Гора;

### Безалкогольные напитки
- Лимонады: «Лимонад», «Дюшес», «Ситро-Экстра», «Крем-Сода», «Тархун»;
- Газированные напитки «Мохито», «Газировка», «Крымчик», «Крым-Кола»;
- Квас «Крымский».

### Вода
- Минеральная вода «Крымская»: сильногазированная, слабогазированная, негазированная;
- Питьевая «Крымская питьевая»: негазированная;
- Бутилированная вода «Крымская» 18,9 литра.

Минеральная природная лечебно-столовая вода «Крымская» добывается из скважины №3503 глубиной 980 метров, которая находится в городе-курорте Саки. Вода термальная, имеет собственную температуру 44,5°С и относится гидрокарбонатно-хлоридно-натриевым водам. Данный источник был открыт в 1956 году в ходе геологоразведочных работ.